# Fila (filha de Seleuco I Nicátor)
Fila foi a filha de Seleuco I Nicátor e Estratonice, filha de Demétrio Poliórcetes.
Segundo João Malalas, a primeira esposa de Seleuco foi Apama, filha de Espitamenes (Pithamenes), um general dos partas, morto por Seleuco; Apama era virgem, e teve duas filhas com Seleuco, Apama e Laódice. Após a morte de Apama, Seleuco achou Estratonice escondida com seu pai Demétrio na cidade de Rhosus, que havia sido fundada por Cílix, filho de Agenor. Seleuco se apaixonou por Estratonice, que era muito bonita.
Após a morte de Seleuco, seu filho Antíoco I Sóter tomou Estratonice por esposa, e teve dois filhos com ela.